# Róbert Thorkelsson
Róbert Orri Þorkelsson, né le 3 avril 2002 à Reykjavik, est un footballeur international islandais qui évolue au poste de défenseur central au Víkingur Reykjavik.

## Biographie

### Parcours en club

#### Débuts en Islande
Né à Reykjavik en Islande, Róbert Thorkelsson est formé par l'Ungmennafélagið Afturelding, où il commence sa carrière de joueur. Il prolonge son contrat avec son club formateur le 4 juillet 2019. Le 10 novembre suivant, il rejoint le Breiðablik Kópavogur,.

#### CF Montréal
Après deux saisons passées dans l'élite islandaise, Thorkelsson est recruté par le CF Montréal, franchise de Major League Soccer, le 26 juin 2021. Il signe un contrat de deux ans et demi, avec deux saisons en option. Le directeur sportif du club montréalais, Olivier Renard, tient à son transfert bien que le joueur soit incommodé par une blessure mais les complications liées à celle-ci l'amènent à être opéré et il est alors indisponible pendant huit à douze semaines. Ainsi, bien que le jeune islandais est présent à deux reprises sur le banc montréalais, il ne participe à aucune rencontre au cours de la saison 2021. 
À l'aube de l'exercice 2022, il entre en jeu lors d'un match de Ligue des champions face à Cruz Azul le 9 mars 2022. La semaine suivante, pour la manche retour au Stade olympique de Montréal, il est titularisé pour la première fois avant de laisser sa place à la pause alors que son équipe est éliminée en quart de finale. Dans une formation bien garnie en défenseurs centraux, Thorkelsson peine à s'imposer en charnière centrale et ne fait partie du onze partant qu'à seulement trois reprises en 2022.

### Parcours en sélection
Le 21 octobre 2022, Róbert Thorkelsson est convoqué pour la première fois avec l'équipe nationale d'Islande. Le 6 novembre suivant, il honore sa première sélection en tant que titulaire, lors du match amical contre l'Arabie Saoudite (défaite 1-0).

## Statistiques
| Saison                | Club                  | Championnat           | Championnat | Championnat | Coupe nationale | Coupe nationale | Coupe de la Ligue | Coupe de la Ligue | Compétition(s) continentale(s) | Compétition(s) continentale(s) | Compétition(s) continentale(s) | Séries | Séries | Islande | Islande | Total | Total |
| Saison                | Club                  | Division              | M.          | B.          | M.              | B.              | M.                | B.                | Comp.                          | M.                             | B.                             | M.     | B.     | M.      | B.      | M.    | B.    |
| 2018                  | Afturelding           | 2. deild karla        | 16          | 1           | 2               | 0               | 4                 | 0                 | -                              | -                              | -                              | -      | -      | -       | -       | 22    | 1     |
| 2019                  | Afturelding           | 1. deild karla        | 19          | 3           | 3               | 1               | 4                 | 1                 | -                              | -                              | -                              | -      | -      | -       | -       | 26    | 5     |
| Sous-total            | Sous-total            | Sous-total            | 35          | 4           | 5               | 1               | 8                 | 1                 | -                              | -                              | -                              | -      | -      | -       | -       | 48    | 6     |
| 2020                  | Breiðablik            | Úrvalsdeild           | 13          | 1           | 1               | 0               | 4                 | 0                 | C3                             | 1                              | 0                              | -      | -      | -       | -       | 19    | 1     |
| 2021                  | Breiðablik            | Úrvalsdeild           | 3           | 0           | 0               | 0               | 4                 | 1                 | -                              | -                              | -                              | -      | -      | -       | -       | 7     | 1     |
| Sous-total            | Sous-total            | Sous-total            | 16          | 1           | 1               | 0               | 8                 | 1                 | -                              | 1                              | 0                              | -      | -      | -       | -       | 26    | 2     |
| 2021                  | CF Montréal           | MLS                   | 0           | 0           | 0               | 0               | -                 | -                 | -                              | -                              | -                              | -      | -      | -       | -       | 0     | 0     |
| 2022                  | CF Montréal           | MLS                   | 11          | 0           | 2               | 0               | -                 | -                 | LCC                            | 2                              | 0                              | 0      | 0      | 2       | 0       | 17    | 0     |
| 2023                  | CF Montréal           | MLS                   | 9           | 0           | 1               | 0               | -                 | -                 | LC                             | 0                              | 0                              | -      | -      | 2       | 0       | 12    | 0     |
| Sous-total            | Sous-total            | Sous-total            | 20          | 0           | 3               | 0               | -                 | -                 | -                              | 2                              | 0                              | 0      | 0      | 4       | 0       | 29    | 0     |
| 2024                  | Kongsvinger (prêt)    | 1. divisjon           | 19          | 0           | 1               | 0               | -                 | -                 | -                              | -                              | -                              | 2      | 0      | -       | -       | 22    | 0     |
| 2025                  | Víkingur              | Besta deild           | 0           | 0           | -               | -               | -                 | -                 | -                              | -                              | -                              | -      | -      | -       | -       | 0     | 0     |
| Total sur la carrière | Total sur la carrière | Total sur la carrière | 90          | 5           | 10              | 1               | 16                | 2                 | -                              | 3                              | 0                              | 2      | 0      | 4       | 0       | 125   | 8     |